# Jégmadárfélék
A jégmadárfélék (Alcedinidae) a madarak osztályának szalakótaalakúak (Coraciiformes) rendjébe tartozó család. 3 alcsalád, 18 nem és 91 faj tartozik a családba.
Egyes újabb rendszerezések a jégmadárféléket az Alcedinidae, Halcyonidae és Cerylidae külön családokba sorolják.

## Rendszerezés
A családba az alábbi 3 alcsalád és nemek tartoznak:

### Alcedininae
Az Alcedininae alcsaládba az alábbi nemek tartoznak:
- Ispidina - 2 faj
- Corythornis - 4 faj
- Alcedo – 7 faj
- Ceyx – 24 faj

### Cerylinae
A Cerylinae az alábbi nemek tartoznak:
- Megaceryle – 4 faj
- Ceryle – 1 faj
- Chloroceryle  – 4 faj

### Halcyoninae
A Halcyoninae alcsaládba az alábbi nemek tartoznak:
- Lacedo  (Reichenbach, 1851) – 1 faj
  - vadászhalción (Lacedo pulchella)
- Pelargopsis  (Gloger, 1841) – 3 faj
- Caridonax  (Cabanis & Heine, 1860) – 1 faj
  - csillogó halción (Caridonax fulgidus)
- Halcyon  (Swainson, 1821) – 11 faj
- Melidora  (Lesson, 1830) – 1 faj
  - horgascsőrű halción (Melidora macrorrhina)
- Clytoceyx  (Sharpe, 1880) – 1 faj
- Dacelo  (Leach, 1815) – 4 faj
- Cittura  (Kaup, 1848) – 1 faj
  - kékfülű halción (Cittura cyanotis)
- Tanysiptera  (Vigors, 1825) – 9 faj
- Actenoides  (Bonaparte, 1850) – 6 faj
- Syma  (Lesson, 1827) – 2 faj
- Todiramphus  (Lesson, 1827) – 31 faj